# Jerry Tarkanian
Jerry Esther Tarkanian (Euclid, 8 agosto 1930 – Las Vegas, 11 febbraio 2015) è stato un allenatore di pallacanestro statunitense attivo per molti anni a livello NCAA e, per un breve periodo, nella NBA.
Dal 2013 è membro del Naismith Memorial Basketball Hall of Fame.
È morto l'11 febbraio 2015 all'età di 84 anni, dopo una lunga malattia.

## Palmarès
- Campione NCAA (1990)